# Музыкальный ринг
«Музыкальный ринг» — советская и российская музыкальная телепередача, придуманная сотрудниками Ленинградского телевидения Тамарой и Владимиром Максимовыми в 1984 году. Тамара исполняла роль ведущей, а Владимир — режиссёра. Выходила в эфир с 1984 по 1989 год по Ленинградской программе, а с 1986 по 1989 год — по Первой программе ЦТ, затем с 1997 по 2000 год  — по РТР. На сцене «Ринга» впервые на телевидении появились советские музыканты: «Аквариум» (1984), «Форум» (1986), «Браво» (1986), Александр Розенбаум (1986). Являлась одной из популярных передач Ленинградского телевидения.
Выходила в эфир по субботам или воскресеньям по Ленинградской программе с апреля 1984 года по 1986 год как музыкальная рубрика в молодёжной передаче «Горизонт», а с 1986 года — как отдельная передача. Выходила в эфир по субботам по Первой программе ЦТ с 1 ноября 1986 года по 22 июля 1989 года. В 1988 году «Музыкальный ринг» начал транслироваться в прямом эфире Ленинградской программы и дал возможность телезрителям стать участниками шоу. С 1984 по 1989 год съёмки передачи велись в 1-й студии Ленинградского телевидения, а в 1989 году — в московской студии телецентра «Останкино». Последний выпуск передачи вышел в эфир Ленинградской программы 28 октября 1989 года. Возродилась после семилетнего перерыва 15 февраля 1997 года сначала на «Пятом канале», затем в ноябре того же года на телеканале РТР, просуществовав до 2000 года. Съёмки нового «Ринга» велись в клубе «Гигант-холл» в Санкт-Петербурге, а его соведущей была дочь Максимовых, Анастасия. 21 марта 2000 года на РТР вышел финальный выпуск программы под названием «Музыкальному рингу – 15 лет», запись которого состоялась в ГЦКЗ «Россия» в феврале того же года.

## История создания
В начале 1984 года Тамару Максимову пригласили в качестве музыкального редактора в молодёжную передачу «Горизонт», которую решили реанимировать, учитывая её популярность в шестидесятые годы. Ей было отведено 15 минут музыкальной странички в конце эфира, куда в качестве режиссёра она пригласила своего мужа Владимира Максимова. Максимов придумал необычную мизансцену, в которой по кругу сидели зрители, а среди них находились их знакомые, которые своими вопросами помогали провести приглашённых музыкантов через цензуру на телевидении. Первым гостем музыкальной странички стал рок-ансамбль «Аквариум», который сыграл несколько «непроходных» песен, которые Максимова решила подать зрителям как музыкальную пародию, чтобы обойти цензуру. После исполнения каждой песни Максимова попросила Бориса Гребенщикова отвечать на вопросы осторожно и столько, сколько он сможет, как на ринге, на музыкальном ринге, так и родилось название рубрики. Съёмки с участием группы состоялись в марте, через неделю 45-минутную (вместо 15-минутной) рубрику передачи «Горизонт» одобрил худсовет студии и передача вышла в эфир Ленинградской программы в среду 11 апреля 1984 года. Это был дебют «Аквариума» на телевидении. Новость о выступлении «Аквариума» по Ленинградскому телевидению просочилась и в другие города, сняв с группы ореол таинственности и нелегальности, предоставив ей возможность сниматься в других телепередачах. В 1984 году в рубрике также выступил ансамбль «Машина времени» и группа «Последний шанс». За два года в «Музыкальном ринге» выступили двадцать шесть самых популярных в то время исполнителей молодёжной музыки, среди которых были Владимир Кузьмин и группа «Динамик», Александр Барыкин и группа «Карнавал», Гедрюс Купрявичюс с группой компьютерной музыки «Арго» и Михаил Файнзильберг с ансамблем «Круг», группа «Тамбурин», Сергей Сарычев, Михаил Литвин и многие другие поп-музыканты. На съёмки рубрики руководством «Горизонта» отводилось три часа, за которые её авторы снимали материал сразу для двух передач.
В ноябре 1985 года гостем рубрики стала рок-группа «Алиса», но в эфир она так и не вышла. Когда съёмку увидела главный редактор молодёжной редакции Бэлла Куркова, она приказала размагнитить эту запись, назвав музыкантов «фашистами». Однако в аппаратной успели записать это выступление на бытовую видеокассету, а затем подарили её лидеру группы — Константину Кинчеву, который в свою очередь её потерял. В 2003 году ведущей позвонил домой частный коллекционер и предложил купить у него эту видеокассету. Несмотря на отказ Максимовой на это предложение, фрагменты этого «ринга» регулярно появляются в Интернете.
В начале 1986 года «Музыкальный ринг» стал отдельной и самостоятельной от «Горизонта» передачей и стал регулярно выходить по Ленинградской программе. Передача разделилась на два раунда, а эфир длился девяносто минут. В перерыве между раундами стали устраивать кулуарный обмен мнениями в экспресс-баре, где встречались участники и гости «Музыкального ринга». Во время съёмок ведущая Тамара Максимова находилась в режиссёрской аппаратной, которая расположена на втором этаже 1-й студии Ленинградского телевидения и отделена от зала большой стеклянной стеной. В январе 1986 года состоялись съёмки с участием эстрадного певца Валерия Леонтьева, который приехал в Ленинград на съёмки фильма «Как стать звездой». Воспользовавшись случаем, Максимовы разыскали его в павильоне «Ленфильма» и пригласили к себе в студию. В первом раунде певец исполнил четыре песни, которые посчитал наиболее удачными в минувшем году, а во второй включил четыре новых. При показе передачи по Ленинградской программе 25 мая из неё предварительно вырезали пять минут съёмок, в которых певец размышлял о новом танцевальном стиле брейк-данс и создании фан-клуба Леонтьева: их запретило руководство телеканала, поскольку считалось, что ни брейкеров, ни «фанов» в стране быть не должно. Однако эти суждения оставили во время эфира по Первой программе ЦТ 1 ноября того же года. Это было первое появление передачи на Центральном телевидении СССР. После её выхода писатель-сатирик Аркадий Арканов отметил в еженедельной телерубрике «7x7» в «Литературной газете», что ему было интересно услышать от Леонтьева, «что он думает о жизни и об искусстве», а композитор Никита Богословский признался, что до выпуска передачи он  относился к Леонтьеву «весьма иронически», а, посмотрев её, назвал его «артистом с отчётливо выраженными индивидуальностью и творческой позицией». В феврале состоялись съёмки с участием композитора Александра Морозова и двух его групп: «Форум» и «Яблоко». Это был дебют группы «Форум» на телевидении. Социологи из ЛГУ решили провести анкетирование зрителей в студии с целью разобраться в причинах популярности «Форума». По данным опроса, из всех прозвучавших песен Морозова социологи поставили на первое место композицию «Белая ночь». Во втором раунде после «Форума» выступила Марина Капуро и группа «Яблоко» с песнями «Чудный месяц» и «Летела гагара». Особое раздражение у публики «ринга» вызвал солист Виктор Салтыков, который пропагандировал «образ примитива». Передача вышла в эфир Первой программы ЦТ 29 ноября. Поэтесса Лариса Васильева и писатель Григорий Горин в «Литературной газете» отнесли «Музыкальный ринг» к категории «передач, вызвавших ощущение зря потерянного времени», при этом Васильева посоветовала показывать западные программы «в чистом виде», чем изобретать звучание «под Запад», в свою очередь Горин назвал «Форум» «достаточно примитивным ансамблем». Композитор Никита Богословский смотрел передачу с интересом и хотел бы чаще видеть по Всесоюзной программе все давно знакомые ленинградцам выпуски «Музыкального ринга».
9 марта в 1-й студии Ленинградского телевидения состоялись съёмки передачи с участием Жанны Агузаровой и группы «Браво». Это был дебют коллектива на телевидении. Узнав, что представлять группу «Браво» приедет певица Алла Пугачёва, аудитория «ринга» пыталась взять штурмом Ленинградский телецентр на улице Чапыгина, 6. В следующем раунде участвовали три группы ленинградского рок-клуба: «Кофе», «АВИА», «Телевизор». После выхода передачи в эфир Ленинградской программы 12 мая, летом в газете «Ленинградская правда» была напечатана статья «Вот так «Браво»!», в которой была упомянута «развязная и вульгарная манера» Пугачёвой на экране, что, по мнению редакции, выглядело оскорбительным для телезрителей. После этой публикации в редакцию газеты и на телевидение хлынул поток писем, как в поддержку авторов заметки, так и против. Передачу с участием группы «Браво» зрители ЦТ так и не увидели. Спустя три месяца после съёмок с Леонтьевым на «ринге» выступил Виктор Резников. В эфире прозвучали песни Резникова как в авторском исполнении, так и в исполнении приглашённых им гостей: Михаила Боярского, Ирины Отиевой, Людмилы Сенчиной, Сергея Боярского и Андрея Резникова в сопровождении рок-группы «Марафон» п/у Виктора Смирнова. Выпуск был показан в эфире Ленинградской программы 5 октября. 25 октября в эфир Ленинградской программы вышел «Музыкальный ринг» с участием ансамбля «Аквариум», который появился на «ринге» во второй раз. Для выступления было отобрано двенадцать новых песен из последнего альбома «День серебра», которые музыканты решили исполнить «вживую». Писатель Григорий Горин положительно высказался об этом выпуске в «Литературной газете», хотя сам он увидел его в записи на видеокассете. После показа передачи в эфире Первой программы ЦТ 17 января 1987 года писатель-сатирик Аркадий Арканов отметил в «Литературной газете», что группа «Аквариум» понравилась ему, как никто прежде на «Музыкальном ринге», а поэтесса Лариса Васильева назвала участников группы «одарёнными музыкантами», которым «не хватает литературных познаний в области слова», чтобы «стать явлением в своём жанре». В ноябре 1986 года состоялись съёмки передачи с участием авторов-исполнителей (бардов). В то время Александр Розенбаум был под строжайшим запретом, тогда в заявке на передачу Максимовы написали, что «ринг» будет посвящён бардовской песне и на нём выступят официально разрешённые Евгений Клячкин, Леонид Сергеев, Виктор Фёдоров и молодой начинающий бард Александр Розенбаумов, чью фамилию они нарочно изменили ради съёмок. В студии было исполнено около двадцати песен, включая «Вальс-бостон» Розенбаума, который впервые прозвучал в телевизионном эфире. Это был дебют Розенбаума на телевидении. Передача вышла в эфир Ленинградской программы 6 декабря, а в эфир Первой программы ЦТ — 27 декабря. После её выхода в музыкальную редакцию Ленинградского телевидения пришло около 120 тысяч писем со словами благодарности создателям «Ринга». В декабре гостями «ринга» стали участники студий брейк-данса, включая детский брейк-ансамбль «Альянс» Вячеслава Игнатьева. Выпуск вышел в эфир Ленинградской программы 3 мая 1987 года. Передачу с участием брейкеров зрители ЦТ так и не увидели.
В январе 1987 года гостем передачи стал Михаил Боярский. Артист должен был выйти на «ринг» вместе с композитором Юрием Чернавским, несколько песен которого он исполнил в своей эстрадной программе, но позже выяснилось, что в назначенный день композитор не сможет приехать в Ленинград. Тогда режиссёр Максимов предложил Боярскому появиться на сцене «Ринга» вместе со своей женой, актрисой Театра имени Ленсовета Ларисой Луппиан, и сыном Сергеем, который год назад дебютировал в «Музыкальном ринге» с песней Резникова «Динозаврики». Передача вышла в эфир Первой программы ЦТ 21 марта 1987 года. Писателя Сергея Баруздина в «Литературной газете» возмутил тот факт, что на последнем «Музыкальном ринге» с Боярским «незрелые юнцы» называли сорокалетнего актёра на «ты», демонстрируя свою невоспитанность и отсутствие интеллигентности. В марте после трёхлетнего перерыва выступил ансамбль «Машина времени». Выпуск вышел в эфир Ленинградской программы 28 марта, а в эфир Первой программы ЦТ — 28 мая. После просмотра «Музыкального ринга» писатель-сатирик Аркадий Арканов отметил в «Литературной газете», что «Машина времени» вот уже многие годы для него «лидер молодёжного музыкального движения», как бы кто к ней ни относился, а писатели Эдвард Радзинский, Григорий Горин и Светлана Алексиевич отнесли «Музыкальный ринг» к категории «трёх передач прошедшей недели, которые запомнились им особенно», при этом Радзинский счёл передачу «полезнейшей». В марте в передачу был приглашён «Ансамбль Дмитрия Покровского», представляющий народную песню и фольклорную музыку. Перед входом в студию социологи соорудили большую анкету для аудитории с вопросом «Что ощущали вы во время прослушивания программы Дмитрия Покровского на ринге?» и четырьмя столбика с вариантами ответа. Передача вышла в эфир Ленинградской программы 1 июня. В следующем «Ринге» выступил цыганский ансамбль «Тэрнэн», эфир с которым был показан в Ленинградской программы 28 июня. В апреле Максимовы пригласили на ринг бит-квартет «Секрет», ленинградский вариант знаменитой «четвёрки из Ливерпуля». У группы возник конфликт с молодёжной редакцией Ленинградского телевидения, в результате чего «Секрет» не показали в эфире Ленинградской программы, а в эфир Первой программы ЦТ выпуск вышел 12 сентября. После просмотра «Музыкального ринга» поэтесса Лариса Васильева отметила в «Литературной газете», что талантливая группа «Секрет» и её поклонники «прекрасны в своей молодости и непосредственности» и не нуждаются в спорах; писателю Эдварду Радзинскому этот ринг показался «поучительным», а группу «Секрет» он назвал «артистичной», когда они не теряют чувства юмора, и «несколько примитивной, когда они серьёзны». Следующим гостем «ринга» стала «Поп-механика» Сергея Курёхина с участием Сергея Летова, Сергея «Африки» Бугаева, Виктора Цоя и группы «Кино», Леонида Фёдорова и Олега Гаркуши. Руководство Ленинградского телевидения не хотело пускать Курёхина в эфир, тогда коллеги с Ленинградской студии сказали, что в министерстве культуры им разрешили показ фильма «Диалоги» с участием Курёхина, и Максимовы, ухватившись за эту идею, выпросили у руководства разрешение на съёмку. Съёмки передачи состоялись 19 апреля, зрители Ленинградской программы увидели её спустя год — 16 августа 1988 года, а зрителям ЦТ её так и не показали. В начале августа в съёмках передачи принял участие американский музыкант Билли Джоэл, который прибыл с концертами в СССР в рамках тура «The Bridge» и дал шесть концертов: три в Москве (спорткомплекс «Олимпийский»: 26, 27 и 29 июля) и три в Ленинграде (СКК им. Ленина: 2, 3 и 5 августа). Певец исполнил несколько песен и ответил на вопросы зрителей в зале. Передача вышла в эфир Ленинградской программы 22 августа, а в эфир Первой программы ЦТ — 17 октября. В октябре, за две недели до свадьбы с гитаристом группы «Кино», гостем передачи стала Джоанна Стингрей (при участии Сергея Курёхина, Юрия Каспаряна и Игоря Тихомирова).
В 1988 году «Музыкальный ринг» начал транслироваться в прямом эфире и дал возможность телезрителям стать участниками шоу: задать вопрос соперникам на ринге и проголосовать за понравившегося претендента на звание победителя по телефонно-компьютерной связи. Кроме того, передача стала шоу-программой, в которой появились новые декорации, шумовые и световые эффекты, а для победителя «Ринга» был изготовлен хрустальный скрипичный ключ. Передача разделилась на три раунда, а прямой эфир длился два с половиной часа. Пока Максимовы убеждали своё руководство в необходимости прямого эфира «Музыкальный ринг» на несколько месяцев исчез из ленинградского телеэфира, а в это время по Первой программе ЦТ регулярно показывали старые выпуски. 10 апреля 1988 года первыми претендентами на звание победителя «Музыкального ринга» в прямом эфире Ленинградской программы стали молодые композиторы Виктор Резников и Игорь Корнелюк. Исполнить песни Резникова пришли Анне Вески, ленинградская группа «Марафон» (солист: Геннадий Богданов), бит-квартет «Секрет», Лариса Долина, Андрей Резников и Сергей Боярский, Михаил Боярский. Передача вышла в эфир Первой программы ЦТ 27 августа. 22 мая в эфире Ленинградской программы состоялась встреча фольклорных ансамблей «Яблоко» и «Кукуруза». 18 сентября в эфире Ленинградской программы был показан музыкальный поединок между чехословацкой группой «Стромболи» и советской «Антис» из Литвы. Передача вышла в эфир Первой программы ЦТ в среду 23 ноября 1988 года. 27 ноября в 1-й студии Ленинградского телевидения в прямом эфире состоялся музыкальный поединок между джазовыми певицами Ларисой Долиной и Ириной Отиевой. Долина впервые появилась на экранах телевизоров с репертуаром, состоящим из рок-песен («Половинка», «С этого понедельника», «Страна Лимония», «Жёлтый дьявол», «Я не люблю холёненьких собак»). Передача вышла в эфир Первой программы ЦТ 7 января 1989 года.
В 1989 году съёмки передачи стали проходить в московской студии телецентра «Останкино». 7 января в эфир Первой программы ЦТ вышел «Музыкальный ринг» с участием московских и ленинградских рок-команд. Москву представляли команды «Вежливый отказ», «Центр» и «Звуки Му», а Ленинград — «Джунгли», «Игры» и «АВИА». Во время эфира музыкальный критик Артемий Троицкий поздравил телезрителей с Рождеством Христовым словами Джона Леннона «Война окончена (Счастливого Рождества)». Вслед за ним ведущая также поздравила телезрителей с Рождеством, за что получила строгий выговор. Один из выпусков «Музыкального ринга» был показан в эфире Первой программы ЦТ 18 марта. 15 апреля в прямом эфире Ленинградской программы в рамках шоу-программы «Нон-стоп-колор» на «ринге» встретились певицы Жанна Агузарова и Малгожата Островска (Польша), где в итоге Агузарова одержала победу. В эфире Первой программы ЦТ передача была показана 22 июля. 13 мая в прямом эфире из студии «Останкино» шёл «Музыкальный ринг», в первой части которого состоялся музыкальный поединок между группами «АукцЫон» и «Своя игра», а во второй — между Сергеем Минаевым и группой «Рондо». 1 июня советская рок-группа «Санкт-Петербург» вышла на «ринг» против чешской рок-группы Citron («Цитрон»). Съёмки музыкального поединка состоялись в Праге, в эфире Ленинградской программы выпуск был показан 3 сентября. 5 августа в прямом эфире Первой программы ЦТ был показан «Музыкальный ринг», гостями которого стали участники двухдневной международной музыкальной акции «Music Summit» (рус. «Мьюзик саммит»), проходившей в спорткомплексе «Олимпийский» 5 и 6 августа и посвящённой годовщине атомной бомбардировки Хиросимы и Нагасаки. В студии выступили японская женская хэви-метал-группа Show-Ya, американская певица Ла Тойя Джексон (сестра Майкла Джексона), немецкая группа The Beatles Revival Band, американский музыкант Эдгар Винтер и две советские группы продюсерского центра Владимира Киселёва: «Русские» и «Чёрное и Белое». Соревноваться между собой пришлось не музыкантам, а журналистам популярных молодёжных изданий и СМИ, среди которых были журналы «Смена» и «Советская эстрада и цирк», программы «Музыкальный Олимп» ТАСС и «Галактика» радиостанции «Юность». Согласно опросу телезрителей, хрустальный скрипичный ключ за лучший вопрос получили журналисты «Смены». 28 октября в прямом эфире Ленинградской программы состоялась встреча между балетной труппой «Фридрихштадт-Паласт» из ГДР и Ленинградским мюзик-холлом.
В январе 1990 года Максимова стала ведущей новой программы «Телемарафон», которая соединила в себе две программы в «живом» эфире — «Музыкальный ринг» и «Общественное мнение». Передача длилась не два с половиной часа, как в случае с «рингом», а сутки. Гостями первого выпуска стали Александр Барыкин и Владимир Кузьмин, Михаил Боярский и Марина Капуро, Жанна Агузарова и Андрей Макаревич, и другие.
В 1997 году передача «Музыкальный ринг» возродилась, длилась полтора часа и имела высокий рейтинг. Съёмки велись в клубе «Гигант-холл» в Санкт-Петербурге. С 1997 по 2000 год передача выходила еженедельно на телеканале РТР под названием «Музыкальный ринг: Новое поколение», в котором уже известные звёзды старого поколения соперничали с «голосами» нового. В качестве соведущей Максимовой выступала её дочь Анастасия, кроме того, в ряде выпусков она исполняла песни собственного авторства.
В 2002 году Тамара Максимова переехала в Москву, чтобы заниматься продюсированием дочери. Владимир руководил телекомпанией «ТВ-Нева» и международным агентством «Макси», а в 2005 году переехал в Москву для работы в кинокомпании «Амедиа». В 2006 году супруги Максимовы уехали на Кипр, где живут до сих пор. Их единственная дочь Анастасия живёт в Москве, стала успешной оперной певицей, автором и продюсером поп-исполнителей.

## Правила
Программа была разделена на две основные части: выступления музыкальных коллективов и самые смелые вопросы исполнителям, задаваемые публикой, отобранной редакцией. Иногда в зале присутствовали и «почётные гости» (к примеру Алла Пугачёва). Музыканты были вынуждены парировать вопросы и давать остроумные ответы. Отсюда и название «Музыкальный ринг» — принимая участие в этой передаче, музыканты выходили на ринг (в прямом смысле — сцена была оформлена как боксёрский ринг), «ударами» на котором были зачастую совсем не простые вопросы публики.
С 1988 года стало три раунда, в каждом из которых выступали, как правило, два коллектива или исполнителя (в течение всей передачи исполнителей могло быть и больше). Вопросы участникам начали задавать не только из зала, но и принятые по телефонам из разных городов страны. По этим же телефонам велось голосование и определялся победитель. Первой такой передачей был «ринг», где состязались Виктор Резников и Игорь Корнелюк.

## Конфликт с НТВ
23 октября 2010 года телеканал НТВ выпустил в эфир передачу под названием «Музыкальный ринг НТВ». Этот факт не оставили без внимания владельцы брендового наименования «Музыкальный ринг», обвинили телекомпанию НТВ в плагиате и нарушении авторских прав, также заявив, что никакого отношения к их «Музыкальному рингу» программа, выходящая на НТВ, не имеет.

## Отражение в культуре
В 2011 году телеканал НТВ посвятил передаче один из выпусков программы «И снова здравствуйте!».
С 2012 по 2017 год журналист и ведущий «Пятого канала» Иван Цыбин в рамках авторской музыкальной рубрики «Закрома Родины» создал серию 3-минутных видеороликов, посвящённых наиболее значимым выпускам «Музыкального ринга».
В 2013 году к 75-летию Ленинградского телевидения журналист Роман Герасимов создал фильм «Говорит и показывает Ленинград», в котором рассказал об истории ленинградского телевидения, включая появление «Музыкального ринга».
В 2014 году к 30-летию «Музыкального ринга» Андрей Малахов посвятил передаче выпуск своего субботнего ток-шоу «Сегодня вечером с Андреем Малаховым», пригласив в студию «Останкино» ведущую Тамару Максимову, её мужа телережиссёра Владимира Максимова, их дочь Анастасию и бывших участников передачи: Николая Баскова, Михаила Боярского, Игоря Корнелюка и других.
В 2016 году телеканал «Санкт-Петербург» подготовил репортаж к 30-летию со дня выхода первого выпуска «Музыкального ринга».
В 2018 году к 80-летию Ленинградского телевидения газета «Известия» подготовила репортаж о том, как создавалось революционное ток-шоу «Музыкальный ринг».
В 2020 году телеканал «Санкт-Петербург» подготовил репортаж о «Музыкальном ринге», в котором Игорь Корнелюк вернулся в 1-ю студию телецентра на Чапыгина, 6, и рассказал, как научил Тамару Максимову играть на синтезаторе мелодию Мусоргского, которая стала «символом всего отечественного телевидения Перестройки».
В 2022 году передаче «Музыкальный ринг» был посвящён выпуск музыкально-познавательного шоу радиоведущего Игоря Ружейникова «МузДок» на онлайн-платформе «Смотрим».
Пародии
- В 1989 году фолк-панк-рок-группа «Водопад имени Вахтанга Кикабидзе» спародировала передачу в одноимённом альбоме. В нём группа соперничала с популярной в те годы группой «Ласковый май». Тамара Максимова собиралась реализовать встречу «Водопада» и «Ласкового мая» на передаче, однако из-за отказа Андрея Разина съёмка выпуска не состоялась[125].
- В 1999 году команда КВН «Новые армяне» в 1/4 финала Высшей лиги КВН свой музыкальный конкурс оформила пародией на «Музыкальный ринг»[126].